# 拉布里杜瓦尔
拉布里杜瓦尔（法語：La Bridoire，法語發音：[la bʁidwaʁ]）是法国萨瓦省的一个市镇，属于尚贝里区。

## 地理
拉布里杜瓦尔（45°31'34"N, 5°44'33"E）面积6.18 平方千米，位于法国奥弗涅-罗讷-阿尔卑斯大区萨瓦省，该省份为法国东部省份，历史上为薩伏依的一部分，北起上萨瓦省，西接伊泽尔省和安省，南部和东部与上阿尔卑斯省和意大利接壤。
与拉布里杜瓦尔接壤的市镇（或旧市镇、城区）包括：阿蒂尼亚-翁桑、多梅桑、迪兰、莱潘勒拉克、圣阿尔邦德蒙贝勒、圣贝龙、沃雷勒德蒙贝勒。

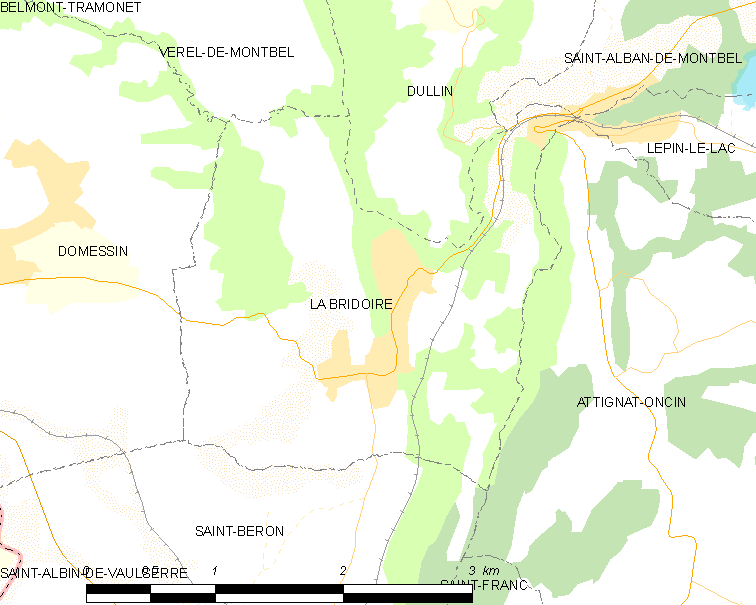
拉布里杜瓦尔的OSM定位图

拉布里杜瓦尔的时区为UTC+01:00、UTC+02:00（夏令时）。

## 行政
拉布里杜瓦尔的邮政编码为73520，INSEE市镇编码为73058。

## 政治
拉布里杜瓦尔所属的省级选区为勒蓬德博瓦桑县。

## 人口

1962-2008年间拉布里杜瓦尔人口变化图示

拉布里杜瓦尔于2022年1月1日时的人口数量为1206人。